# Атопија
Атопија је лична и / или породична склоност, преосетљивости и стварања антитела имуноглобулина класе Е (ИгЕ антитела) у одговору на уобичајено излагање организма алергенима, обично беланчевинама. Реч је изведана од латинизиране речи atopicus, a, um, пореклом из грчког језика ατοπία, који искључује + topos — место, и значи, онај који се не налази на правом месту.
Атопија је подгрупа алергијских хиперсензитивности која се дефинише као генетска предиспозиција за продукцију IgE имуноглобулина у одговору на излагање алергену, док појава специфичних IgE антитела лежи у основи развијања клиничког
поремећаја. Према томе концепт „алергијског марша” који је карактеристичан за атопију, описује генезу астме од одојачког периода када настаје атопијски дерматитис/екцем, алергија на храну и визинг, док се касније алергија проширује и на инхалаторне алергене, што има за последицу развој астме.
Повезаношћу између настанка атопије и учесталости инфекција у најранијем узрасту, који се разликује од концепт „алергијског марша”, бави се „хипотеза хигијене”, која објашњава повећање инциденције атопијских болести животом у добрим хигијенским условима, без инфекција.

## Појам атопија и његова примена
Појам атопија и алергија се често користе као истозначнни појмови, међутим између њих постоји разлика. Атопија је претерани имунолошки одговор посредован ИгЕ антителима; и њом се осзначавају све атопијске болести преосетљивост типа I, за разлику од алергије које је претерани имунски одговор на страни антиген без обзира на механизам настанка. Према томе, све атопије спадају у алергијске болести, док многе алергијске болести (нпр. Хиперсенситивни пнеумонитис) нису атопијске болести.
Појам атопија, углавном је резервисана за генетску склоност ИгЕ сензибилизацији на алергене који се обично налазе у окружењу (животној средини) и са којима свака особа може да дође у додир, али на које већина њих не производи на дуже време ИгЕ антителима посредовани одговор.
Атопија, по својој суштини је клиничка дефиниција за енормни одговор сензибилисаних особа посредован ИгЕ антителима., и према томе појам атопија не може се употребити без доказа ИгЕ сензибилизације, било налазом ИгЕ антитела у серуму и / или позитивног кожног прик (prick) теста.

## Етиопатогенеза
Атопија као преосетљивост тела, на сензибилизацију алергенима који се обично налазе у окружењучешћ, настаје као последица склоности организма таквих особа да могу развити типичне алергијске симптоме попут; астме, ринокоњуктивитиса или екцема.
Чешће се јавља у детињству и у адолесценцији.
Кад се алерген веже за ИгЕ, он ослобађа хистамин из унутарћелијских гранула мастоцита (веома распрострањених у целом организму), чија је највећа концентрација у кожи, плућима, слузокожама желудачноцревном систему; који потом подстиче активацију ћелија имунолошког система и примарни је медијатор клиничке атопије.
Физичка повреда ткива и дејство отровне материје (нпр ткивни иританси, опиоиди, површински активни агенси) могу бити стимулус за ослобађање хистамина, независно од ИгЕ.
Хистамин изазива локалну вазодилатацију (последица је еритем), повећава пропустљивост капилара и оток што стимулише живце (настаје свраб). Такође хистамин доводи до контракције глатке мускулатуре у дисајним путевима (бронхоконстрикције) и желудачноцревном систему (појачава перисталтику), појачава саливацију и секрецију бронхалних жлезда. Кад се хистамин ослобађа системски, он је потенцијални дилататор артериола и може довести до обимног застоја крви у периферним крвним судовима и појаве хипотензије; церебрална вазодилатација (које могу бити узрок васкуларне главобоље). Хистамин повећава пропустљивост капилара; што резултује губитком плазме и плазминих протеина из васкуларних простора и појавом циркулаторног шока. То подстиче лучење катехоламина из хромофилних ћелија надбубрега.

## Клиничка слика
Уобичајени симптоми укључују ринитис, кијање, цурење из носа (због промена у горњим партијама респираторни тракт); звиждање у грудима изазвано диспнејом и свраб у очима и по кожи, а у тежим облицима хипотензију и анафилаксију.
Симптоми могу обухватати и оток носа, болну палпацију параназалних синуса, пискање у плућима, хиперемију и едем коњуктива и перутање коже.
Код неке деце, може се уочити уско и високо непце, мала доња вилица и избочена горња вилица (лат. facies adenoidea или алергијске лице) обично су повезани са хроничном алергијом.